# Palythoa
Palythoa Lamouroux, 1816 è un genere di esacoralli zoantari della famiglia Sphenopidae.

## Descrizione
Il genere comprende specie coloniali caratterizzate dalla presenza di incrostazioni sabbiose nello spessore dell'ectoderma e della mesoglea, assenti sul disco orale.

## Biologia
Le specie del genere Palythoa, ad eccezione di due, sono tutte zooxantellate, cioè contengono zooxantelle endosimbionti
Alcune specie del genere Palythoa  producono la palitossina, una delle biotossine marine più tossiche finora note, isolata per la prima volta nel 1971 in Palythoa toxica..

## Tassonomia
Il genere comprende le seguenti specie:
- Palythoa aggregata Lesson, 1830
- Palythoa anneae Carlgren, 1938
- Palythoa arenacea Heller, 1868
- Palythoa argus Ehrenberg, 1834
- Palythoa aspera Pax, 1909
- Palythoa atogrisea Pax, 1924
- Palythoa australiae Carlgren, 1937
- Palythoa australiensis Carlgren, 1950
- Palythoa bertholeti Gray, 1867
- Palythoa brasiliensis Heider, 1899
- Palythoa braunsi Pax, 1924
- Palythoa brochi Pax, 1924
- Palythoa buitendijkl Pax, 1924
- Palythoa caesia Dana, 1846
- Palythoa calcaria Muller, 1883
- Palythoa calcigena Pax, 1924
- Palythoa calycina Pax, 1909
- Palythoa canalifera Pax, 1908
- Palythoa canariensis Haddon & Duerden, 1896
- Palythoa cancrisocia Martens, 1876
- Palythoa capensis Haddon & Duerden, 1896
- Palythoa caracasiana Pax, 1924
- Palythoa caribaeorum Duchassaing & Michelotti, 1860
- Palythoa ceresina Pax & Muller, 1956
- Palythoa chlorostoma Pax & Muller, 1956
- Palythoa cingulata Milne Edwards, 1857
- Palythoa clavata (Duchassaing, 1850)
- Palythoa complanata Carlgren, 1951
- Palythoa congoensis Pax, 1952
- Palythoa dartevellei Pax, 1952
- Palythoa densa Carlgren, 1954
- Palythoa denudata Dana, 1846
- Palythoa dura Carlgren, 1920
- Palythoa durbanensis Carlgren, 1938
- Palythoa dysancrita Pax & Muller, 1956
- Palythoa eremita Pax, 1920
- Palythoa fatua Schultze, 1867
- Palythoa flavoviridis Ehrenberg, 1834
- Palythoa fuliginosa Dana, 1846
- Palythoa fusca (Duerden, 1898)
- Palythoa glareola (Lesueur, 1817)
- Palythoa glutinosa Duchassaing & Michelotti, 1864
- Palythoa grandiflora (Verrill, 1900)
- Palythoa grandis (Verrill, 1900)
- Palythoa gregorii Haddon & Duerden, 1896
- Palythoa gridellii Pax & Muller, 1956

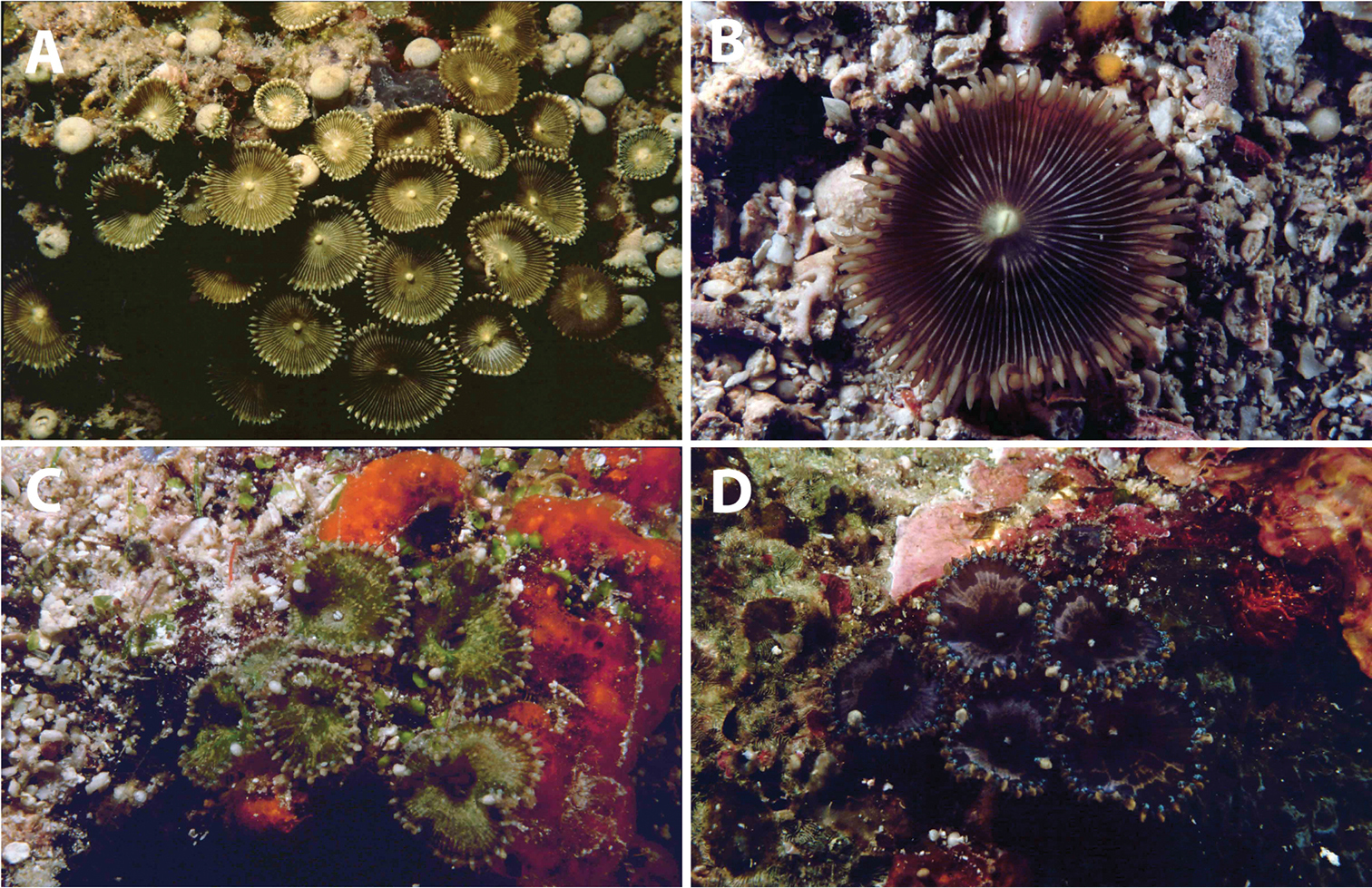
Palythoa heliodiscus

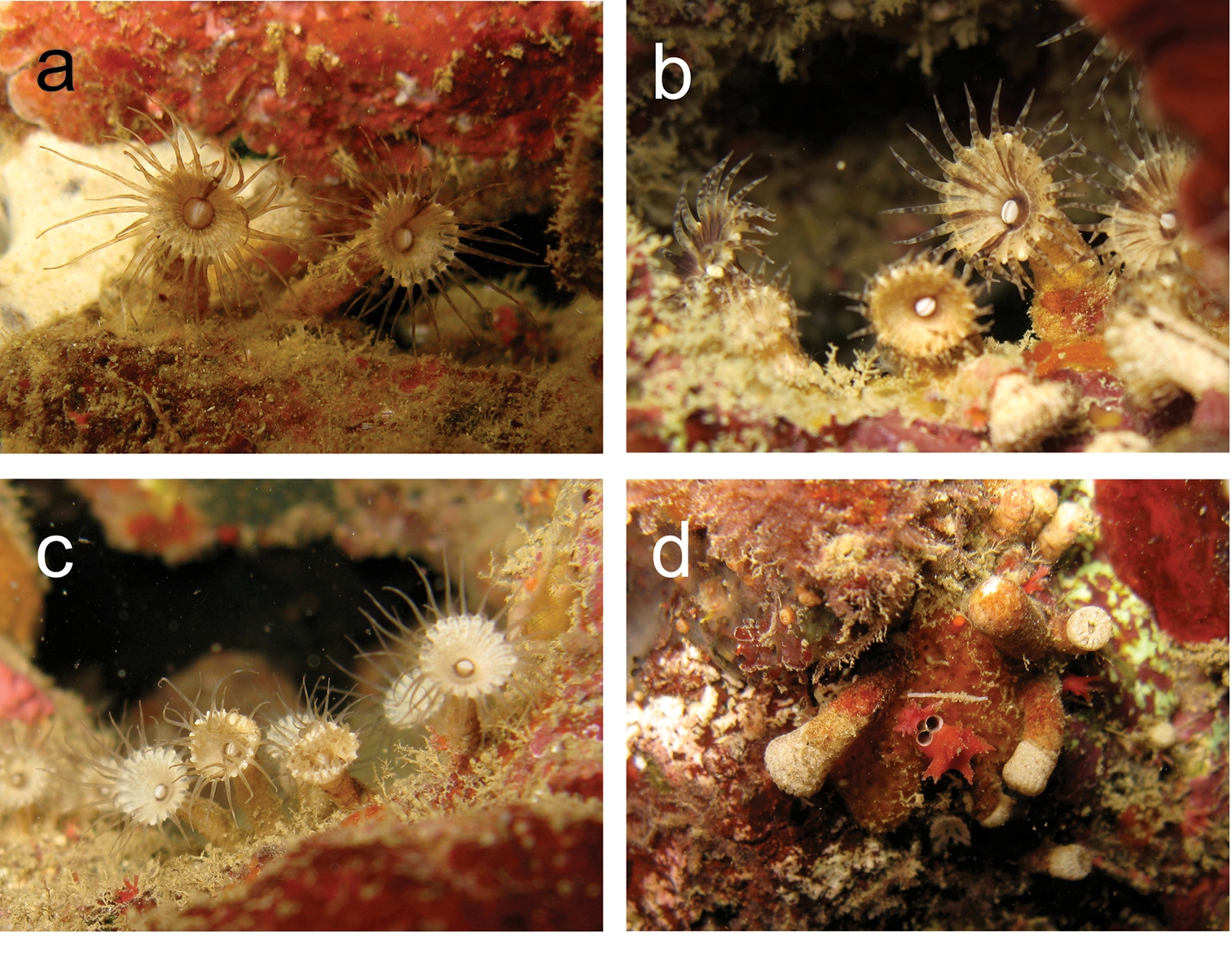
Palythoa mizigama

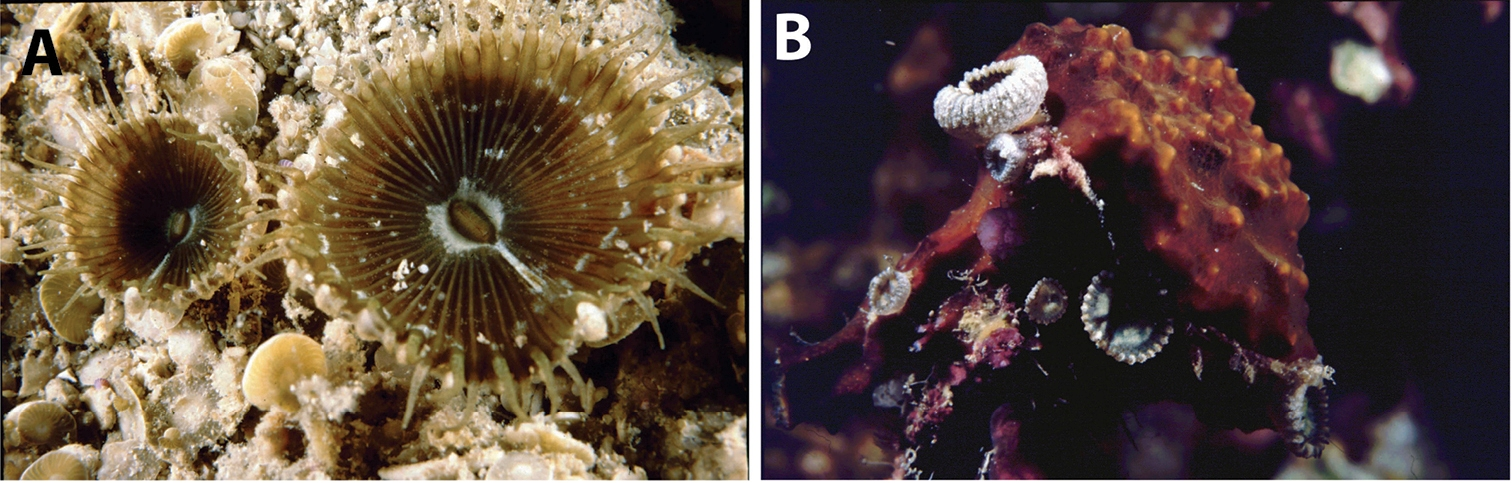
Palythoa mutuki

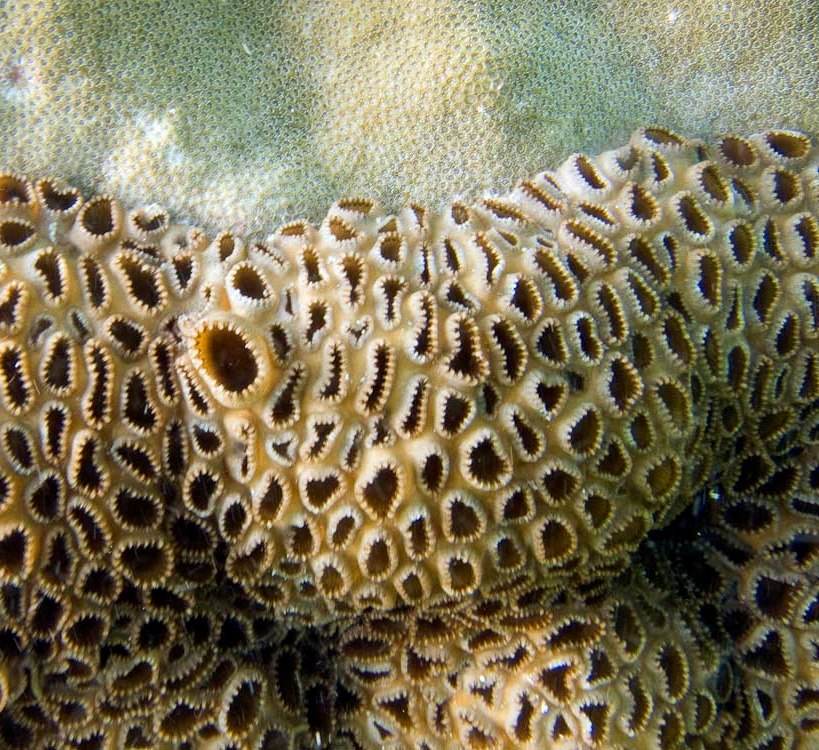
Palythoa tuberculosa

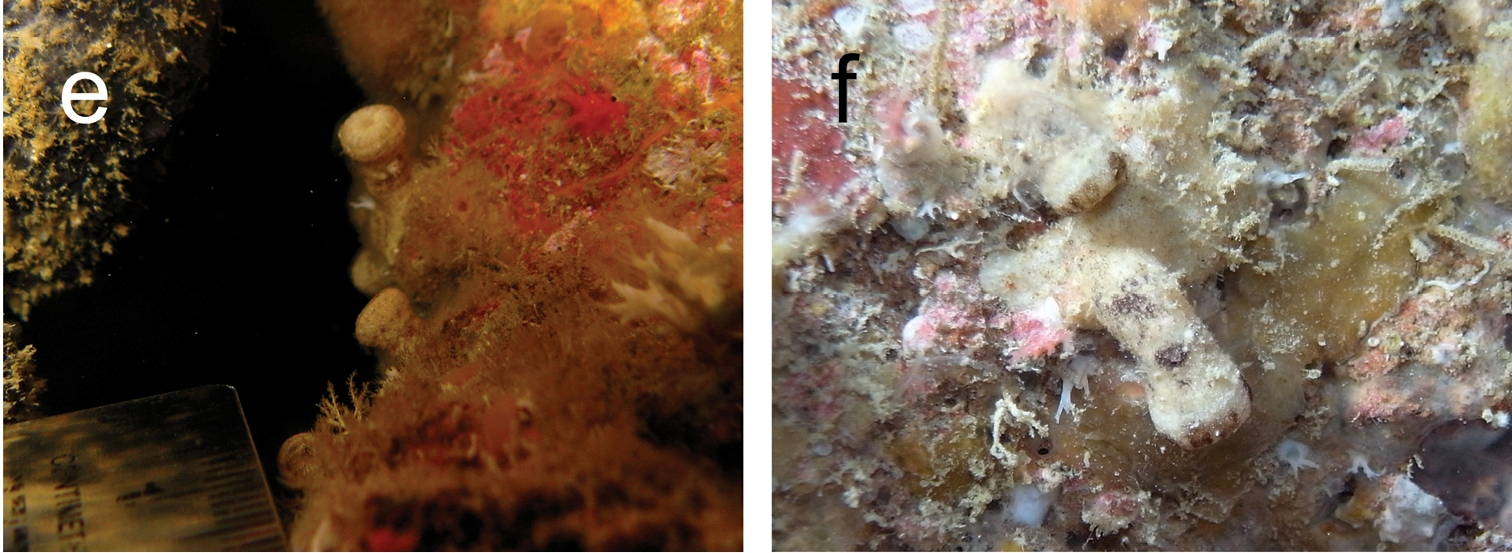
Palythoa umbrosa

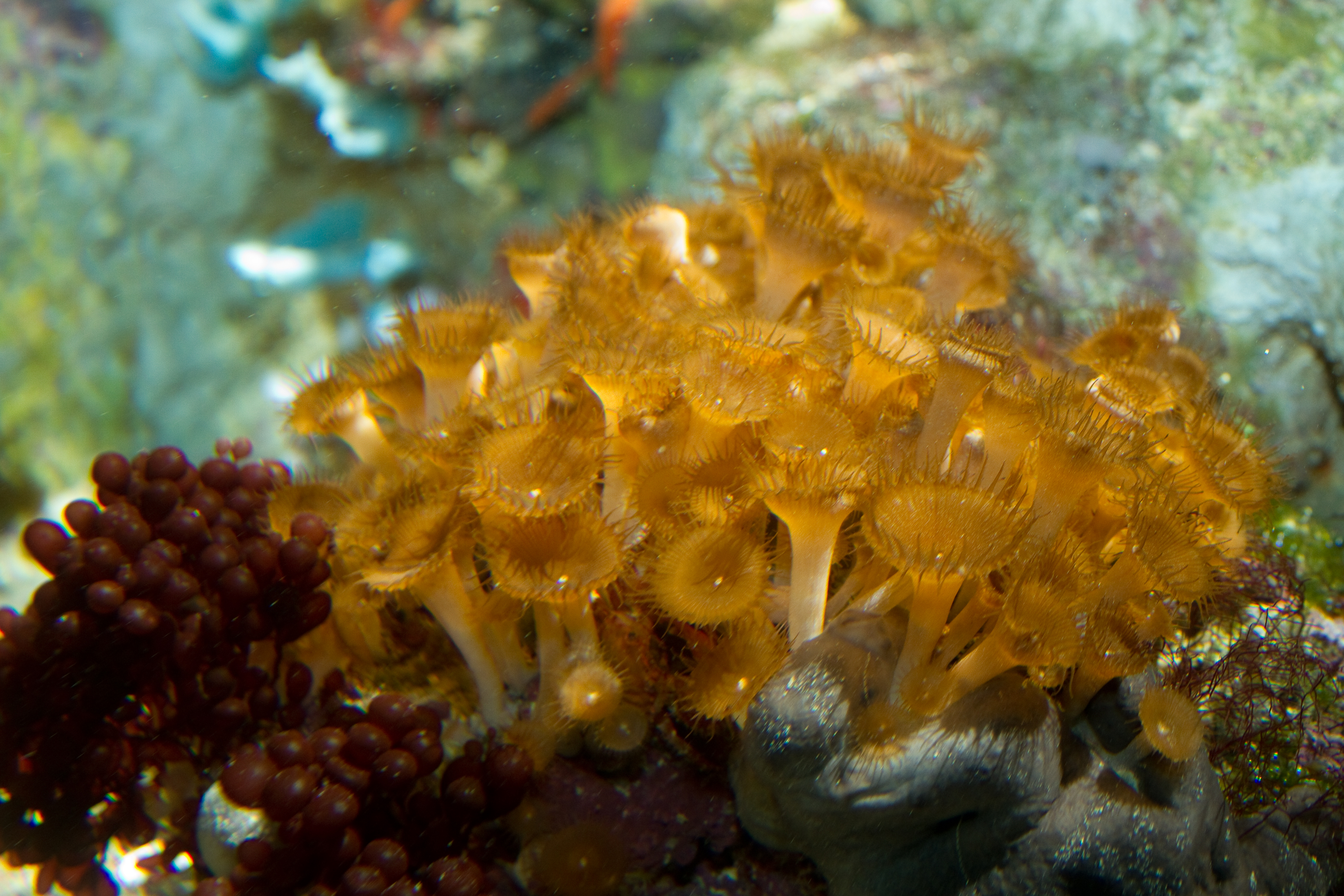
Palythoa variabilis

- Palythoa guangdongensis Zunan, 1998
- Palythoa guinensis von Koch, 1886
- Palythoa haddoni Carlgren, 1937
- Palythoa halidosis Pax, 1952
- Palythoa hartmeyeri Pax, 1910
- Palythoa heideri Carlgren, 1954
- Palythoa heilprini (Verrill, 1900)
- Palythoa heliodiscus (Ryland & Lancaster, 2003)
- Palythoa horstii Pax, 1924
- Palythoa howesii Haddon & Shackleton, 1891
- Palythoa hypopelia Pax, 1909
- Palythoa ignota Carlgren, 1951
- Palythoa incerta Carlgren, 1900
- Palythoa insignis Carlgren, 1951
- Palythoa irregularis Duchassaing & Michelotti, 1860
- Palythoa isolata Verrill, 1907
- Palythoa javanica Pax, 1924
- Palythoa kochii Haddon & Shackleton, 1891
- Palythoa leseuri Klunzinger, 1877
- Palythoa leucochiton Pax & Muller, 1956
- Palythoa liscia Haddon & Duerden, 1896
- Palythoa mammillosa (Ellis & Solander, 1786)
- Palythoa mizigama Irei, Sinniger & Reimer, 2015
- Palythoa monodi Pax & Muller, 1956
- Palythoa multisulcata Carlgren, 1900
- Palythoa mutuki (Haddon & Shackleton, 1891)
- Palythoa natalensis Carlgren, 1938
- Palythoa nelliae Pax, 1935
- Palythoa nigricans McMurrich, 1898
- Palythoa oorti Pax, 1924
- Palythoa psammophilia Walsh & Bowers, 1971
- Palythoa senegalensis Pax & Muller, 1956
- Palythoa senegambiensis Carter, 1882
- Palythoa shackletoni Carlgren, 1937
- Palythoa sinensis Zunan, 1998
- Palythoa spongiosa Andres, 1883
- Palythoa stephensoni Carlgren, 1937
- Palythoa texaensis Carlgren & Hedgpeth, 1952
- Palythoa toxica Walsh & Bowers, 1971
- Palythoa tropica Carlgren, 1900
- Palythoa tuberculosa (Esper, 1805)
- Palythoa umbrosa Irei, Sinniger & Reimer, 2015
- Palythoa variabilis (Duerden, 1898)
- Palythoa vestitus (Verrill, 1928)
- Palythoa wilsmoorei Wilsmore
- Palythoa xishaensis Zunan, 1998
- Palythoa yongei Carlgren, 1937
- Palythoa zanzibarica Carlgren